# Корбініан Бродман
Корбиниан Бродман (нім. Korbinian Brodmann) (17 листопада 1868 — 22 серпня 1918) німецький невропатолог, який прославився завдяки поділу кори великих півкуль на 52 цитоархітектонічних (гістологічних) зони. Нині ці зони відомі як поля (або зони) Бродмана.

## Життєвий шлях
Корбініан Бродман народився в  селі Ліґґерсдорф(нім. Liggersdorf), тодішній провінції Гогенцоллерн що нині належить до громади Гоенфельс (Констанц) в Німеччині, і вивчав медицину в Мюнхені, Вюрцбурзі, Берліні і Фрайбурзі, де й отримав медичний диплом в 1895 році. Згодом він навчався в медичній школі університету Лозанни у Швейцарії, після чого працював в університетській клініці в Мюнхені. Здобув звання доктора медицини в Лейпцизькому університеті в 1898 році, захистивши дисертацію з хронічного епендімального склерозу. Працював у психіатричній клініці Єнського університету, з Людвігом Бінсвангером (нім. Ludwig Binswanger), а також, з 1900 по 1901 рік, муніципальному психоневрологічному інтернаті в Франкфурті. Там він зустрів Алоїза Альцгеймера, який найбільше вплинув на рішення Крбініана продовжувати фундаментальні дослідження в вивченні мозку.

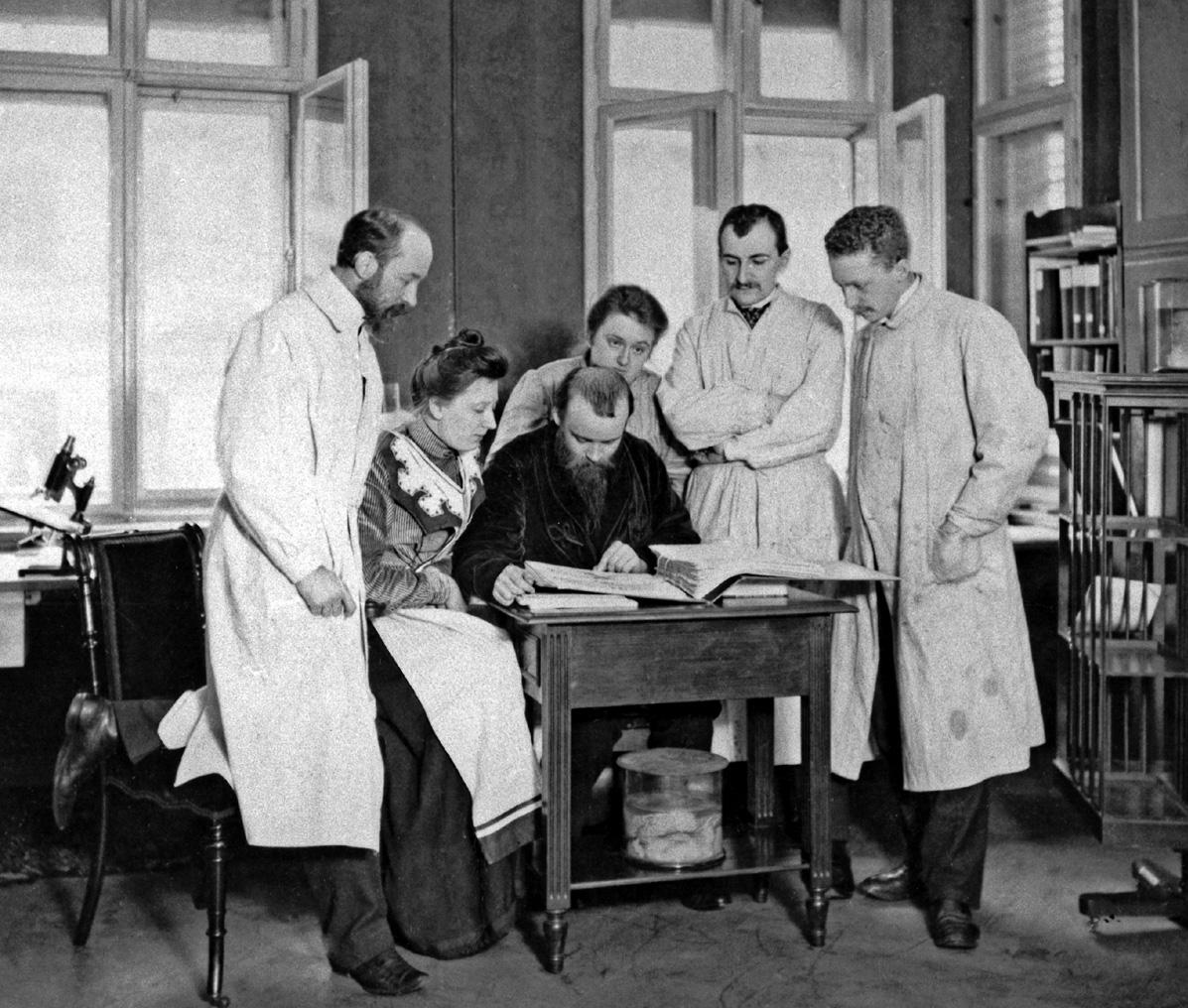
Korbinian Brodmann, Oskar Vogt, Cécile Vogt, Max Borchert, Max Lewandowsky. Original in C. u. G. Vogt-Archiv, Universität Düsseldorf

Після цього Бродман почав працювати в 1901 році з Сесіль (фр. Cécile Vogt-Mugnier) і Оскаром Фогтом (нім. Oskar Vogt) в приватному інституті «Neurobiologische Zentralstation» в Берліні, і в 1902 році в Нейробіологічній лабораторії Берлінського університету. У 1915 році він вступив до Інституту дослідження мозку (нім. Kaiser-Wilhelm-Institut für Hirnforschung).
В 1909 році він опублікував Оригінальне дослідження кіркової цитоархитектоніки виданні під назвою «Vergleichende Lokalisationslehre der Großhirnrinde in ihren Prinzipien dargestellt auf Grund des Zellenbaues» (нім. порівняльні дослідження локалізації в корі головного мозку, її фундаментальні основи представлені з огляду на їхню клітинну архітектуру).
У наступні роки він працював у Тюбінгенському університеті, де йому було присуджено звання повного професора (1913), а з 1910 по 1916 р. — як лікар і керівник анатомічної лабораторії в університетській психіатричній клініці. У 1916 році він переїхав до Галле, щоб працювати в міської лікарні «Nietleben». Нарешті, в 1918 році, він прийняв запрошення з Університету Мюнхена очолити відділ гістології в психіатричному дослідному центрі.
Помер 22 серпня 1918 року в Мюнхені від сепсису внаслідок пневмонії, не доживши до 50 років .

## Поля Бродмана

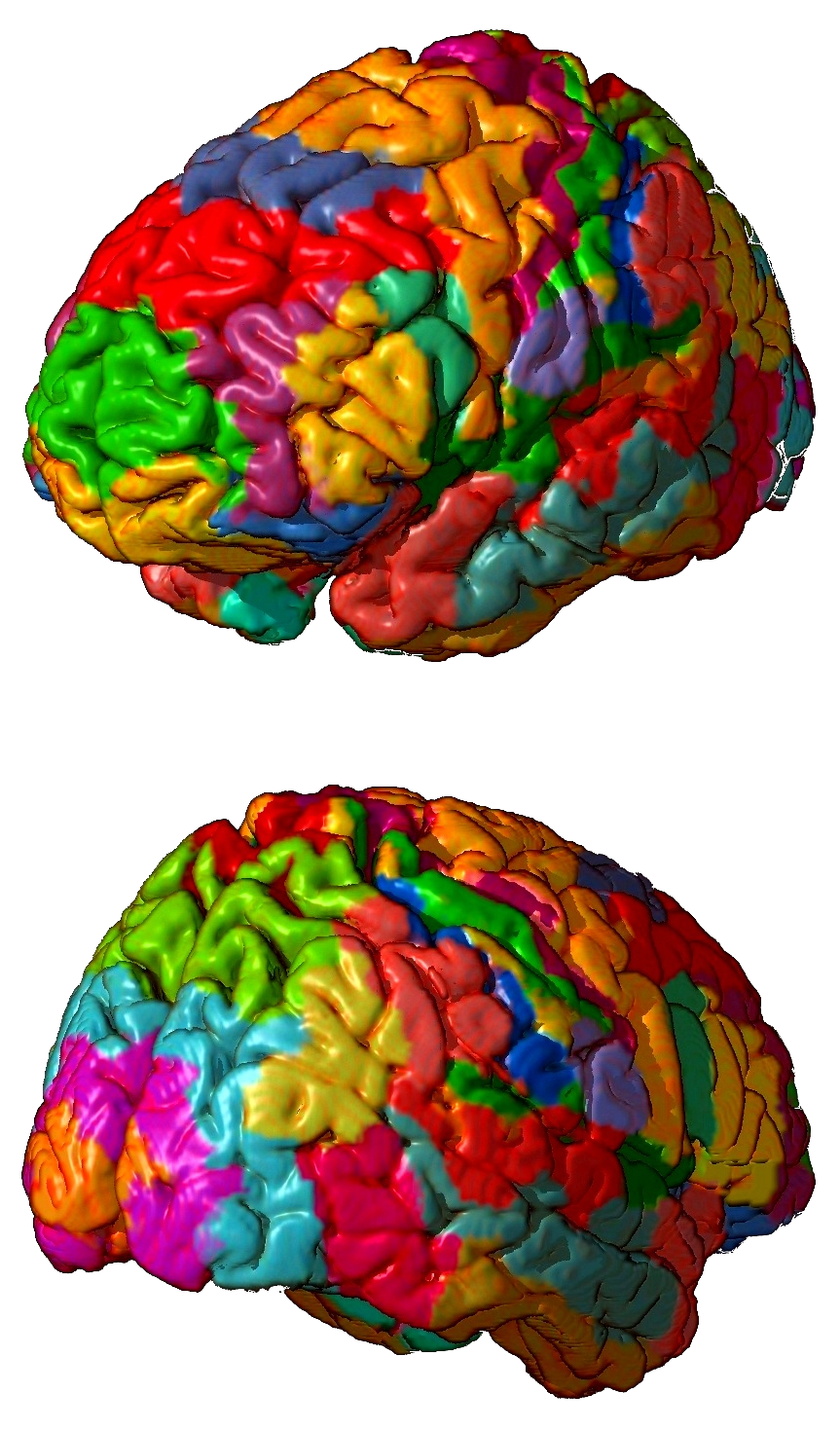
Сучасні зображеннях областей Бродмана

Зони, які він визначив у мозку, тепер називаються  Полями Бродмана. Існує 52 поля, згруповані в 11 гістологічних регіони. Бродман використовував різні критерії для створення карти людського мозку, вивчаючи як грубо-анатомічні, так і клітинно-мікроскопічні відмінності між ділянками кори.
Корбініан Бродман визначив, що ці ділянки з різною структурою виконують і різні функції. І дійсно, деякі з цих областей були пізніше пов'язані з певними нервововими функціями, наприклад:
- Поля Бродмана 41 і 42 в скроневій області, пов'язані із слухом
- Поле Бродмана 45 і поле Бродмана 44 відповідають мовній зоні Брока у людини
- Поля Бродмана 1,2 і 3 у постцентральній звивині тім'яної частки належать до соматосенсорної кори (тілесні відчуття)
- Поля Бродмана 17 і 18 в потиличній частці належать до первинної візуальної кори.

Робота Корбініана Бродмана вплинула в свою чергу на Оскара Фогта  (нім. Oskar Vogt), який у подальшому визначив понад 200 різних ділянок головного мозку.